# Victorian Football Association 1884
Victorian Football Association 1884 var den ottende sæson i australsk fodbold-ligaen Victorian Football Association, og ligaen havde deltagelse af otte hold.
Ved sæsonens afslutning publicerede ligaen en liste over sæsonens fire bedste hold:
1. Geelong Football Club
2. Essendon Football Club
3. Hotham Football Club
4. South Melbourne Football Club

Geelong Football Club vandt mesterskabet for sjette gang – de fem første gange var i 1878, 1879, 1880, 1882 og 1883.